# 纽厄尔顿 (路易斯安那州)
纽厄尔顿（英語：Newellton）是美国路易斯安那州下属的一座城市。根据2020年美國人口普查，该市有人口886人，行政建制上属于「鎮」（town）。